# Separate Vocations
"Separate Vocations" är avsnitt 18 från säsong tre av Simpsons och sändes på Fox i USA den 27 februari 1992. I avsnittet gör eleverna på Springfield Elementary School ett karriärstest som visar att Lisa blir hemmafru och Bart polis. Då Lisa inser att hon inte kan bli en saxofonspelare slutar hon bryr sig om skolan, då hon inte ser en framtid, och Bart börjar bli ordentlig i skolan och blir deras nya ordningsvakt. Avsnittet skrevs av George Meyer och regisserades av Jeffrey Lynch. Steve Allen gästskådespelar som Barts improvisationsröst under en rättegång. Marcia Wallace gör rösten till Edna Krabappel. Avsnittet innehåller flera referenser till polisserier och filmer. Nancy Cartwright fick en Primetime Emmy Award för Outstanding Voice-Over Performance för sin medverkan i avsnittet.

## Handling
Eleverna på Springfield Elementary School gör ett karriärprov. Sedan testdatorn inte klarar av Barts prov ger den honom ett felaktigt svar att han passar som polis, medan Lisa får beskedet att hon passar som hemmafru. Då Lisa får reda på sitt öde som vuxen blir hon ledsen för hon vet att hon kommer att bli en berömd saxofonspelare i Frankrike. Marge tar Lisa till en musikskola som bekräftar att hon inte kan bli en professionell spelare då hon har för små fingrar. Marge försöker övertyga Lisa att det inte är så dåligt att vara hemmafru men hon blir inte övertygad. Bart ser sig själv i framtiden som polis och följer med dem under ett arbetspass som slutar med att han hjälper polisen fånga en rånare.
Lisa inser att hon inte har någon framtid och gör revolt och slutar bry sig om skolan medan Bart blir skolans ordningsvakt efter att rektor Skinner upptäckt Barts nytt intresse för brottsbekämpning. Efter att Lisa ber sin fröken under en klass att hålla käften skickas hon till rektorn som inte förstår varför hon beter sig annorlunda. Lisa hjälper sen skolans tuffa tjejer att reta rektorn genom att förstöra det han bryr sig mest om. Bart fortsätter att hålla ordning i skolan och efter att Lisa fått kvarsittning bestämmer hon sig för att stjäla alla skolans facit.
Nästa dag upptäcker lärarna stölden och de saknade faciten ger dem panik. Bart och Skinner bestämmer sig för att genomsöka alla elevskåp då han är säker på att någon elev har stulit dem. Bart och Skinner börjar söka genom alla skåp och Bart hittar böckerna i Lisas skåp och hon erkänner för Bart att hon stal dem. Då rektorn ser böckerna frågar han Bart vem som stal dem och han erkänner att det var han. Lisa frågar Bart varför han tog på sig skulden och han berättar för henne att hon har livet framför sig. Bart får kvarsittning för stölderna och Milhouse blir ny ordningsvakt. Lisa fortsätter spela på sin saxofon som hon slutade med då hon fick reda på sin framtid.

## Produktion
Avsnittet skrevs av George Meyer och regisserades av Jeffrey Lynch. Meyer skrev stora delar av handlingen utan hjälp från de andra författarna och bara ett par ändringar gjordes efter manuset hade skrivits. Avsnittet är baserat på karriärstesten som flera av författarna fick göra i skolan, showrunnern Mike Riss skulle blivit en bibliotekarie. Idén att Bart skulle bli polis lades in för det är en sak man inte tror ska hända honom. Al Jean anser att avsnittet behandlar känslan som många vuxna känner när de blir äldre och inser att de inte kommer att nå de drömmar de en gång hade. Även om de är barn och inte behöver oroa sig är det de som de försöker visa i avsnittet. I scenen då Bart ser sig själv i en rättegång som vittne görs rösten av Steve Allen. Författarna gillade att Allen ville medverka i serien. Allen fick spela in nio gånger repliken "¡Ay, caramba!" för att den skulle bli bra. Det fanns diskussioner om de skulle sluta avsnittet med ett skämt eller sött, de valde ett sött.

## Kulturella referenser
Skolan som Lisa besöker för att få reda på om hon har en framtid som saxofonspelare har en logotypen som föreställer Ludwig van Beethoven som en bebis. Scenen då tektor Skinner frågar Lisa vad hon gör rebell mot är scenen en referens till Vild ungdom. I avsnittet är det första gången de visas cigaretterna Laramie i serien. Biljaktscenen i avsnittet är en referens till Bullitt och musiken liknar San Francisco. Musiken skrevs av Alf Clausen som även arbetat med flera polisserier. En referens till San Francisco i avsnittet är att den har två akter och en berättarröst läser upp den andra titeln. Scenen då Bart fantiserar sig i en rättegång har hans ansikte en blå prick vilket är en referens till rättegången mot William Kennedy Smith. Då Bart och Skinner börjar leta i elevskåpen är det en referens till Läderlappen. I den scenen spelas låten "Axel F".

## Mottagande
Avsnittet hamnade på plats 29 över mest sedda program under veckan med en Nielsen ratings på 14.8, vilket ger 13,6 miljoner hushåll och var det mest sedda programmet på Fox under veckan. Nancy Cartwright som gör rösten till Bart vann en Primetime Emmy Awards för Outstanding Voice-Over Performance under 192 för sin medverkan i avsnittet.
I sista scenen skriver Bart på svarta tavlan, "I will not expose the ignorance of the faculty" "(Jag ska inte visa lärarnas okunnighet)", scenen har beskrivits i boken The Small Screen: How Television Equips Us to Live in the Information Age av Brian L. Ott att den visar ett av de viktigaste sätten som serien tilltalar publiken, som mest är yngre att kritisera överordnarna vilket här är lärarna. Toby Daspit och John Weaver har i boken Popular Culture and Critical Pedagogy: Reading, Constructing, Connecting skrivit att författarna är särskilt intresserade av frågor om auktoritet och missbruk av befogenheter i skolan som i avsnittet då Elizabeth Hoover ber eleverna att stirra på tavlan under de sista tio minuterna. Daspit och Weaver skriver att det är makten som lärarna har över elevernas som ger möjligheten att visa bilden i serien. Man skulle kunna säga att det är en parodi på skolorna men författarna i boken säger att de har minnen av att mycket i avsnittet hände då de gick i skolan. De anser att tanken att en pedagog skulle kunna göra något så värdelöst och meningslöst med barnens tid är skrämmande.
I boken I Can't Believe It's a Bigger and Better Updated Unofficial Simpsons Guide har Warren Martyn och Adrian Wood skrivit att de anser att avsnittet visar serien när den är som bäst och att de skämtat i flera frågor, som bristerna i utbildningssystemet, polisens maktmissbruk och kvävandet av barnens kreativitet. Bill Gibron på DVD Verdict anser att avsnittet representerar serien när den var på sin topp som en väl avstämd talangslipning med bra grejer och den visar överraskande precision och skicklighet. Gibron anser att avsnittet visar att barnen kan vara roliga och uppfinningsrika. Nate Meyers på Digitally Obsessed gav betyget fyra av fem och anser att manuset inte ger Bart och Lisa de traditionella rollerna vilket ger en ny upplevelse med många skratt. Meyers anser att den bästa scenen var då Bart åkte i polisbilen. Hos DVD Movie Guide anser Colin Jacobson att det tänkta temat i avsnittet var inte originellt, men kommenterat Barts snabba omfamning av fascism och Lisas nedstigning till huliganism som att den ger ett antal roliga scener och avsnittet tar väl hand om den. Den är inte av den bästa från året men har flera bra scener.